# Auestadion

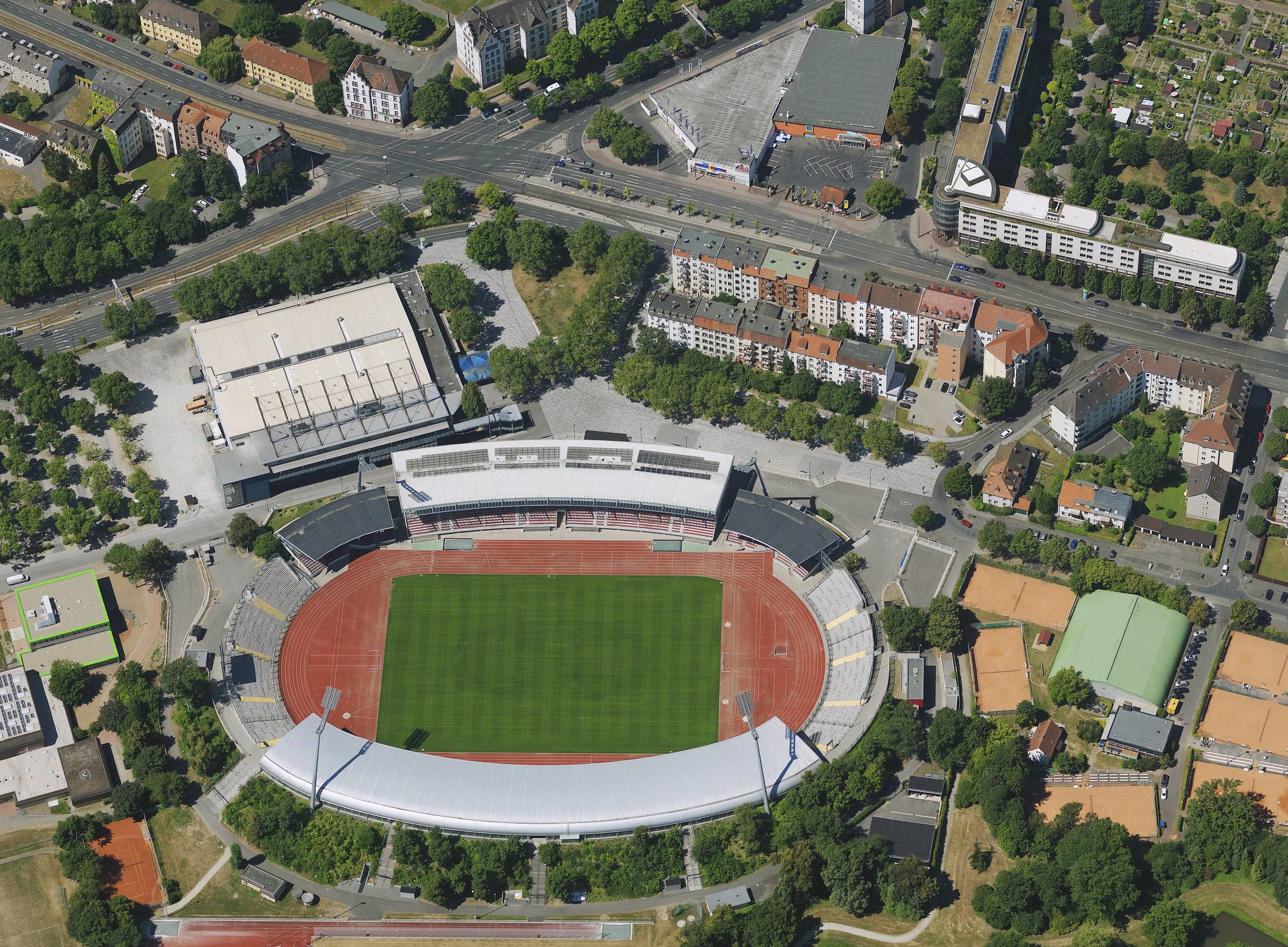
Luftbild von Auestadion und Eissporthalle aus östlicher Richtung

Das Auestadion ist ein 1953 eingeweihtes und zuletzt 2003 bis 2010 erneuertes Fußballstadion mit Leichtathletikanlage in der nordhessischen Großstadt Kassel in Deutschland. Bei Fußballspielen bietet es derzeit Platz für 18.737 Zuschauer und ist damit das größte Stadion in Nordhessen. Es ist Austragungsstätte von Fußballspielen und Leichtathletikveranstaltungen sowie Konzerten und Kulturveranstaltungen. Das Stadion ist insbesondere als Spielstätte des Fußballvereins KSV Hessen Kassel bekannt.

## Geographie

### Lage
Das Auestadion wurde im Mittelteil des südlich der Innenstadt gelegenen Stadtteils Südstadt in der Kasseler Fuldaniederung am Südwestrand der Karlsaue errichtet. Es steht unweit der Kreuzung des Straßenzugs Ludwig-Mond-Straße−Am Auestadion/Frankfurter Straße am Südende der Menzelstraße. Nebenan befinden sich die Eissporthalle Kassel, die Großsporthalle Auepark und ein Kegelzentrum.

### Verkehrsanbindung
Das Auestadion (Damaschkestraße 1) ist mit motorisierten Fahrzeugen von der Bundesautobahn 49 (Anschlussstelle Kassel-Auestadion) kommend auf dem Autobahn-Zubringer Am Auestadion zu erreichen. Vom Zubringer zweigt nach rechts an der dritten Ampel eine Stichstraße ab, die zum am Stadion, an der Eissporthalle und an der Großsporthalle liegenden Parkplatz führt.
Das Stadion sollte bevorzugt mit dem ÖPNV besucht werden, weil es verhältnismäßig wenige Parkplätze gibt. Die Straßenbahn- und Bushaltestelle Auestadion befindet sich etwas westlich des Stadions auf der „Frankfurter Straße“; auch Bahnen der RegioTram Kassel halten dort.
| Linie | Verlauf | Takt                                       |
| ----- | --- | ------------------------------------------ |
| RT5   | Melsungen – Melsungen Bartenwetzerbrücke – Melsungen-Schwarzenberg – Melsungen-Röhrenfurth – Körle – Guxhagen – Baunatal-Guntershausen – Baunatal-Rengershausen – Kassel-Oberzwehren – Kassel-Wilhelmshöhe – Kassel Hbf (tief) – Scheidemannplatz – Wilhelmsstraße/Stadtmuseum – Rathaus/Fünffensterstraße – Am Weinberg – Heinrich-Heine-Straße/Universität – Auestadion Stand: Fahrplanwechsel Dezember 2023 | 30 min (werktags) 60 min (sonn-/feiertags) |

Auf dem unmittelbar westlich des Stadions liegenden Vorplatz (am Nordende der Damaschkestraße) gibt es eine Bedarfshaltestelle mit zwei Bahnsteigen; dort haltende Bahnen kommen ebenfalls von der Frankfurter Straße.

## Geschichte

### Bau
Überlegungen zum Bau eines Stadions begannen 1948, die mit dem Baubeginn Anfang der 1950er Jahre realisiert wurden. Hierbei wurde das Auestadion auf einem ehemaligen Aufmarschgelände erbaut. Für die Stehtribünen-Fundamente wurden etwa 100.000 m3 Kriegstrümmer aus der Kasseler Innenstadt verwendet, die aus den Zerstörungen während des Zweiten Weltkriegs stammten.
Der Stadion-Innenraum war von jedem Sitzplatz der ehemaligen Haupttribüne zu übersehen, weil das vorkragende Stahlkonstruktionsdach freitragend ausgeführt wurde; gleiches gab es zuvor nur im Augsburger Rosenaustadion. Deswegen war das Auestadion lange Zeit wegweisend. Die Haupttribüne hatte seitlich verglaste Außenwände und Sitzplätze für rund 2200 Zuschauer. Sie enthielt im Mittelabschnitt einen Tribünenteil für Pressemitarbeiter und beherbergte Umkleidekabinen im Unterbau. Das Stadion erhielt eine um das Spielfeld führende sechsspurige Laufbahn.
Bis zum Abriss stand zuletzt noch die alte Haupttribüne der 1950er Jahre unter Denkmalschutz; nach der umfassenden Erneuerung in den Jahren 2003 bis 2010 ist von der Bausubstanz der Nachkriegszeit nichts mehr in situ vorhanden.

### Eröffnung
Am 23. August 1953 wurde das Auestadion im Beisein des hessischen Ministerpräsidenten Georg-August Zinn und der Stadtprominenz eröffnet. Im direkten Anschluss fand vor etwa 20.000 Zuschauern das Stadion-Eröffnungsspiel der damaligen Fußball-Oberligamannschaften KSV Hessen Kassel und Viktoria Aschaffenburg statt. Viktoria Aschaffenburg gewann mit 2:1.
Die Leichtathletikanlagen wurden 1956 fertiggestellt und mit einer Einweihungsfeier am 17. Juni 1956 gewürdigt.

### Modernisierung und Umbau

#### 1983 bis 1993
Von 1983 bis 1993 wurde das Auestadion erstmals modernisiert, als es um zwei, von Norbert Harle entworfene, Zusatztribünen ergänzt wurde. Sie stehen direkt links (nördlich) und rechts (südlich) der Haupttribüne, sind wie diese mit freitragendem Dach ausgeführt und haben Sitzplätze für jeweils rund 700 Zuschauer. Neben der Erweiterung der Tribünenkapazitäten wurden unter anderem eine Kunststoffbahn und weitere leichtathletische Anlagen eingebaut, um die Zukunftsfähigkeit des Auestadions für Leichtathletikwettbewerbe zu sichern.

#### 2003 bis 2009
Seit 2003 befindet sich das Auestadion erneut in einer Modernisierungs- und Umbauphase, wobei der ursprüngliche Stadioncharakter eines Mehrzweck-Stadions (z. B. Austragung von Fußballspielen und Leichtathletikveranstaltungen) beibehalten wird.
Der erste Bauabschnitt wurde im November 2006 mit der Fertigstellung der neu errichteten Osttribüne abgeschlossen, wobei deren Dach gestalterisch an die Haupttribüne angepasst als Stahlkonstruktion ausgeführt wurde. Sie hat etwa 4.700 Sitzplätze und umfasst in ihren Rand- bzw. Eckfahnenbereichen insgesamt rund 1.000 Stehplätze, was zusammen 5.700 Zuschauer ergibt. Außerdem führt ein Tunnel vom hinter bzw. direkt östlich des Stadions gelegenen Aufwärm- und Trainingsplatz unter den Sitzrängen hindurch ins Stadioninnere. Bei der Osttribünen-Einweihung am 25. November 2006 fand ein Fußballspiel KSV Hessen Kassel gegen den FC Bayern München II (1:1) statt.
Der zweite Bauabschnitt erfolgte von Mitte 2007 bis 2009. Die Tartanbahn wurde von 6 auf 8 Spuren erweitert, die Stehränge der Nord- und Südkurve saniert sowie eine Flutlichtanlage installiert; das Flutlicht wurde am 2. Mai 2008 bei einem Spiel gegen den FC Bayern München II vor 17.200 Zuschauern eingeweiht. Zu der vorgesehenen Modernisierung der Haupttribüne kam es nicht, da Anfang 2009 festgestellt wurde, dass der Beton der über 50 Jahre alten Tribüne marode ist. Noch im gleichen Jahr wurde die Haupttribüne abgerissen und ein Neubau ausgeschrieben.

#### Ab 2009
Als beim planmäßigen Umbau festgestellt wurde, dass die Haupttribüne in der Nachkriegszeit mit minderwertigem Beton erbaut worden war, beschloss die Stadt Kassel als Eigentümer des Stadions, die deutschen Leichtathletik-Meisterschaften 2010 auf 2011 zu verschieben. Aus dem gleichen Grund wurde 2009 das Askina-Sportfest im Parkstadion Baunatal ausgerichtet.
Da die ursprünglich geplante Sanierung nicht verwirklicht werden konnte, stellte die Stadt 9,4 Mio. € für den Abriss der alten und den Bau einer neuen, 2600 Zuschauer fassenden Tribüne mit zahlreichen Funktionsräumen zur Verfügung. Die Stadt Kassel genehmigte den Abriss der denkmalgeschützten Haupttribüne. Der Abriss wurde bis Ende Juni 2009 durchgeführt. Durch einen Rechtsstreit verzögerte sich der Neubau der Haupttribüne. Erst nach einer Entscheidung des Frankfurter Oberlandesgericht vom 11. Dezember 2009 konnte mit den Arbeiten begonnen werden. Der Neubau der Haupttribüne wurde am 14. Oktober 2010 fertiggestellt.
Auch der Stadionvorplatz wurde erneuert. Die Bedarfshaltestelle der Straßenbahn Kassel wurde von Grund auf saniert und mit einem Haltesteig ausgestattet. Eine Videowand wurde am 13. Juli 2011 erstmals in Betrieb genommen. Hierfür brachten die Stadt Kassel, das Land Hessen und der KSV Hessen Kassel insgesamt 400.000 € auf. Der Deutsche Leichtathletik-Verband hatte die Installierung der Videowand als Auflage bei der Vergabe der deutschen Leichtathletik-Meisterschaften 2011 gemacht.

## Kapazität
Seit Ende Oktober 2010 hat das Auestadion etwa 8.440 Sitzplätze (neue Haupttribüne ca. 2.640, die beiden Seitentribünen zusammen ca. 1.400, Osttribüne ca. 4.400) und rund 10.000 Stehplätze (1.000 auf der Osttribüne und ca. 9.000 in den Kurven); insgesamt ist also Raum für etwa 18.440 Zuschauer vorhanden. Anderen Angaben zufolge bietet das Stadion 18.737 Zuschauern Platz.

## Nutzung
Unterhalb der Südtribüne befinden sich die Räumlichkeiten des Sportamtes der Stadt Kassel.

### Fußball
Seit der Eröffnung 1953 finden im Auestadion Fußballspiele statt; insbesondere ist es das Heimstadion des KSV Hessen Kassel, der derzeit in der Regionalliga Südwest spielt. Zuschauerrekord sind bis heute die 37.000, die 1964 in der Aufstiegsrunde zur Bundesliga das Spiel des KSV Hessen gegen Hannover 96 miterlebten.
Zwei Endspiele des DFB-Pokals wurden im Auestadion ausgetragen: 1958 setzte sich der VfB Stuttgart mit 4:3 n. V. gegen Fortuna Düsseldorf durch, und 1959 gewann Schwarz-Weiß Essen mit 5:2 gegen Borussia Neunkirchen.
In den 1950er und 1960er Jahren kamen zu den Spielen oftmals Zehntausende in das Auestadion. Damals spielte der KSV Hessen Kassel einige Jahre in der Oberliga Süd, die bis zur Einführung der Bundesliga im Jahre 1963 eine der fünf Staffeln der höchsten Spielklasse im deutschen Fußball war. Ähnliche Zuschauerzahlen konnten in den 1980er Jahren erreicht werden, als der Verein mehrmals um den Aufstieg in die Bundesliga spielte und jeweils knapp scheiterte.
Von 1976 bis 1979 spielte der Verein KSV Baunatal in der 2. Fußball-Bundesliga und bestritt während dieser Zeit seine Heimspiele im Auestadion.
1958 absolvierte die deutsche Fußballnationalmannschaft ein Testspiel gegen die B-Elf im Auestadion. Dieses Spiel ging 1:1 aus.
Im Auestadion wurden zwei Länderspiele der Nationalmannschaft der Frauen ausgetragen. Am 27. September 2001 gewann man in der WM-Qualifikation gegen England 3:1, am 29. Mai 2008 konnte man gegen Wales in der EM-Qualifikation 4:0 siegen. Silke Rottenberg absolvierte beim Spiel gegen Wales ihr letztes Länderspiel in der Nationalmannschaft. Am 31. August 2019 konnte die Nationalmannschaft der Frauen ihr EM-Qualifikationsspiel gegen Montenegro deutlich mit 10:0 gewinnen.
Am 29. März 2011 traten die deutschen U-21 Männer gegen die italienischen Alterskollegen im Auestadion vor über 16.000 Zuschauern an (2:2). Die Zuschauerzahl bedeutete einen neuen Rekord für U-21-Freundschaftsspiele in Deutschland.
Im Rahmen der Qualifikation zur U-21-EM 2015 trat die deutsche U-21 am 15. Oktober 2013 im Auestadion gegen die Färöer an (Endstand 3:2).
Das erste Länderspiel unter ihrem neuen Trainer Stefan Kuntz absolvierte die deutsche U-21-Nationalmannschaft am 2. September 2016 gegen die U-21-Auswahl der Slowakei ebenfalls im Kasseler Auestadion (Endstand: 3:0).

### Leichtathletik
Schon im Jahr der Eröffnung (1953) wurde der erste internationale Wettbewerb ausgetragen, der Leichtathletik-Länderkampf Deutschland–Dänemark. Es folgten viele weitere Veranstaltungen, etwa der allererste Leichtathletik-Europacup 1965 bei dem sowjetische Sportlerinnen zwei Weltrekorde aufstellten: Tamara Press mit 18,59 m beim Kugelstoßen und ihre Schwester Irina Press mit 10,4 s beim 80-Meter-Hürdenlauf.
Nach den deutschen Meisterschaften der Schüler und Schülerinnen im September 1976 wurde es ruhiger. Etwas Bewegung kam erst wieder in die Leichtathletik-Szene, als der PSV Grün-Weiß Kassel 1987 mit seinen Meetings anfing, aus denen dann das Askina-Sportfest (1998 bis 2011; außer 2009 und 2010) hervorging.
Wenn auch mit dem Askina-Sportfest immer wieder ein Hauch von nationaler und internationaler Klasse kam, kehrte die deutsche Leichtathletik erst mit den deutschen Meisterschaften offiziell zurück. Am 23. und 24. Juli fanden die deutschen Meisterschaften 2011 in Kassel statt. Dabei wurde schon vor Beginn der Meisterschaften ein Rekord erzielt: Noch nie zuvor waren mehr als 18.500 Karten im Vorverkauf für deutsche Leichtathletik-Titelkämpfe verkauft worden.

#### Großveranstaltungen der Leichtathletik
Länderkampf Deutschland–Dänemark (1953), Zehnkampfausscheidung für die Olympischen Spiele in Melbourne (1956), DMM-Endkämpfe (1957), Ost-West Ausscheidung für die Europameisterschaften (1958), Deutsche Juniorenmeisterschaften (1960), DMM-Endkämpfe (1961), DLV Internationales Frauensportfest (1962), Frauen-Länderkampf Deutschland–Polen (1963), DLV Olympia-Prüfungskämpfe (1964), Europacup-Finale der Frauen (1965), DMM-Endkämpfe (1967), Zehnkampfausscheidung für die Olympischen Spiele in Mexico (1968), Olympiaqualifikation (1968), Internationaler Zehnkampf (1969), Deutsche Polizei-Meisterschaften (1969), Junioren-Lauf-Länderkampf Deutschland-Belgien-Frankreich (1970), DJMM-Endkampf des DLV (1970), 1. DLV Senioren-Bestenkampf (1972), Länderkampf U23 Deutschland–Frankreich (1973), Länderkampf Deutschland–Finnland–Polen (1974), deutsche Meisterschaften der Altersklassen im 52-km-Lauf und im 20-km-Gehen (1981), Länderkampf im Straßenlauf (1990), Askina-Sportfest (internationaler Leichtathletiksport; 1998 bis 2011; außer 2009 und 2010), Internationale Deutsche Hochschulmeisterschaften (1999), Internationales Leichtathletiksportfest U23/U19-Straßenlauf-Länderkampf (1999), Schulsporttag zum Abschluss des „Jahres des Schulsports“ (2001), Deutsche Leichtathletik-Meisterschaften (2011), Kassel-Marathon (seit 2012), Deutsche Leichtathletik-Meisterschaften (2016), Deutsche Leichtathletik-Meisterschaften (2023)

### Andere Veranstaltungen

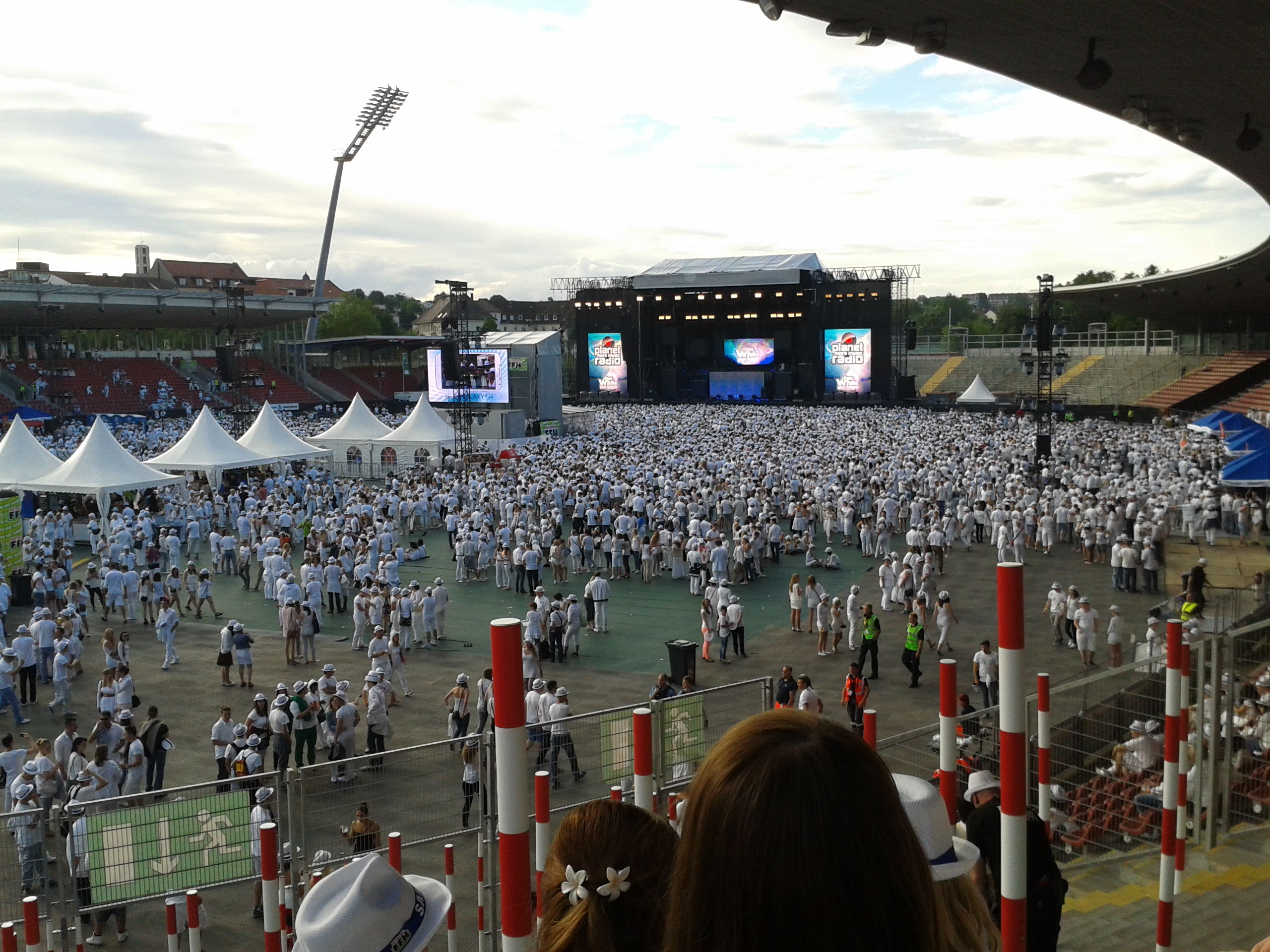
Just White im Rahmen des Hessentages 2013 im Auestadion

Im Auestadion wurde am 18. Oktober 1959, vor 30.000 Zuschauern, die Halbfinalbegegnung in der deutschen Feldhandball-Meisterschaft zwischen der SVH Kassel und dem TuS Lintfort ausgespielt. Hierbei unterlag die SVH mit 12:13.
Am 4. Juli 1964 kamen 50.000 Besucher zum internationalen Musikfest der vier Nationen USA, Belgien, England und Deutschland auf dem Hessentag.
Nach 46-jährigem Bestehen wurde am 26. Juni 1999 das erste Freiluftkonzert im Auestadion veranstaltet, bei dem der Schlagersänger Wolfgang Petry vor über 25.000 Fans auftrat.
Auf dem Hessentag 2013 fanden acht Konzertveranstaltungen im Auestadion statt, darunter kamen mit je 30.000 die meisten Zuschauer zu den Toten Hosen und zur Just-White-Party.